# 新四军 (电视剧)
《新四军》是中国第一部全景式展现新四军波澜壮阔斗争历史的电视剧。全方位反映了新四军在抗日战争中组建、发展、壮大，成为一支铁军的历程，完整地再现了皖南事变等重大历史事件。但剧情是围绕黄江河、余秀英等虚构人物展开的。

## 制作过程
剧本创作工作启动于1998年，由方雅森等人完成，参考了《中国共产党的七十年》、《新四军战史》等文献，于2002年7月5日在天津开机拍摄。在皖南、皖东、天津、北京、延安等地取景，9月25日封镜。

## 演员表
| 演員   | 角色   | 简介                                                           |
| ------ | ------ | -------------------------------------------------------------- |
| 吴京安 | 叶挺   | 北伐时期名将，新四军军长                                       |
| 冯国庆 | 项英   | 新四军副军长，但因其刚愎自用造成了新四军巨大损失               |
| 刘之冰 | 黄江河 | 虚构人物，叶挺部下，新四军基层指战员，和余秀英、梅青有爱情纠葛 |
| 张延   | 余秀英 | 虚构人物，新四军女性指战员，李涛之妻，最后和黄江河走到一起     |
| 罗湘晋 | 梅青   | 虚构人物，南洋富商之女，归国抗战，与黄江河相恋，皖南事变中牺牲 |
| 蒋昌义 | 李涛   | 虚构人物，新四军指战员，黄桥战役中牺牲                         |
| 杨军   | 孙厚忠 | 项英副官，偷盗项英所携巨款而杀害项英                           |